# Atletismo nos Jogos Olímpicos de Verão de 2016 - Maratona feminina

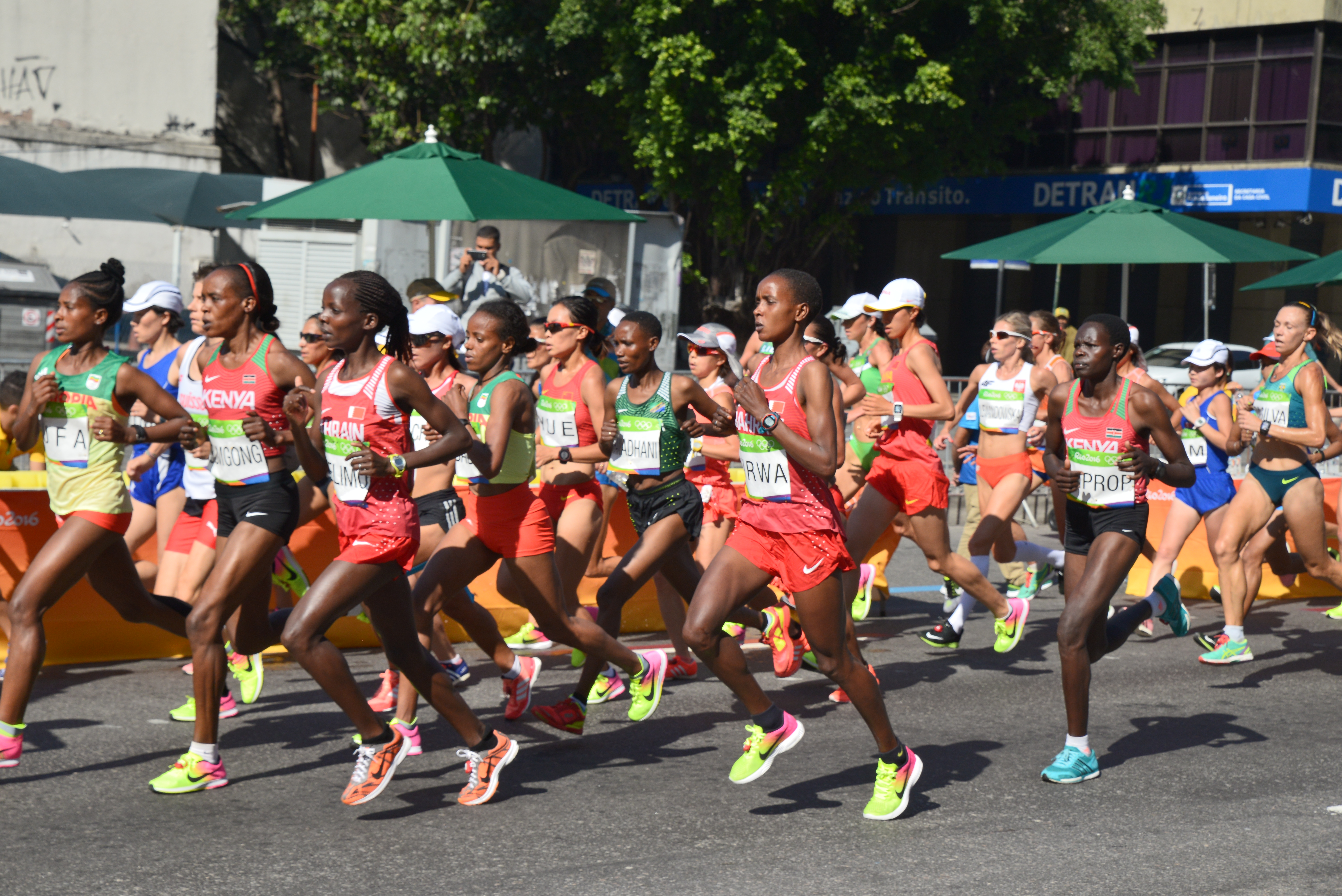
Atletas durante a disputa da prova.

A competição da maratona feminina do atletismo nos Jogos Olímpicos de Verão de 2016 aconteceu no dia 14 de agosto no percurso iniciado no Sambódromo da Marquês de Sapucaí.

## Calendário
Horário local (UTC−3).
| Data                  | Horário | Fase  |
| --------------------- | ------- | ----- |
| Domingo, 14 de agosto | 9:30    | Final |

## Medalhistas
| Ouro   | KEN Jemima Sumgong |
| Prata  | BRN Eunice Kirwa   |
| Bronze | ETH Mare Dibaba    |

## Recordes
Antes desta competição, os recordes mundiais e olímpicos da prova eram os seguintes:
| Tipo | Atleta          | Tempo   | Local   | Data                |
| ---- | --------------- | ------- | ------- | ------------------- |
|      | Paula Radcliffe | 2:15:25 | Londres | 13 de abril de 2003 |
|      | Tiki Gelana     | 2:23:07 | Londres | 5 de agosto de 2012 |

## Resultados
| Pos.              | Atleta                       | CON                      | Tempo   | Notas                |
| ----------------- | ---------------------------- | ------------------------ | ------- | -------------------- |
| Medalha de ouro   | Jemima Sumgong               | KEN Quênia               | 2:24:04 |                      |
| Medalha de prata  | Eunice Kirwa                 | BRN Bahrein              | 2:24:13 |                      |
| Medalha de bronze | Mare Dibaba                  | ETH Etiópia              | 2:24:30 |                      |
| 4                 | Tirfi Tsegaye                | ETH Etiópia              | 2:24:47 |                      |
| 5                 | Volha Mazuronak              | BLR Bielorrússia         | 2:24:48 |                      |
| 6                 | Shalane Flanagan             | USA Estados Unidos       | 2:25:26 | Recorde da temporada |
| 7                 | Desiree Linden               | USA Estados Unidos       | 2:26:08 | Recorde da temporada |
| 8                 | Rose Chelimo                 | BRN Bahrein              | 2:27:36 |                      |
| 9                 | Amy Cragg                    | USA Estados Unidos       | 2:28:25 |                      |
| 10                | Kim Hye-song                 | PRK Coreia do Norte      | 2:28:36 | Recorde da temporada |
| 11                | Kim Hye-gyong                | PRK Coreia do Norte      | 2:28:36 |                      |
| 12                | Jeļena Prokopčuka            | LAT Letônia              | 2:29:32 |                      |
| 13                | Valeria Straneo              | ITA Itália               | 2:29:44 | Recorde da temporada |
| 14                | Kayoko Fukushi               | JPN Japão                | 2:29:53 |                      |
| 15                | Gladys Tejeda                | PER Peru                 | 2:29:55 | Recorde da temporada |
| 16                | Ana Dulce Félix              | POR Portugal             | 2:30:39 |                      |
| 17                | Diana Lobačevskė             | LTU Lituânia             | 2:30:48 |                      |
| 18                | Milly Clark                  | AUS Austrália            | 2:30:53 |                      |
| 19                | Tomomi Tanaka                | JPN Japão                | 2:31:12 |                      |
| 20                | Fionnuala McCormack          | IRL Irlanda              | 2:31:22 | Recorde pessoal      |
| 21                | Iwona Lewandowska            | POL Polônia              | 2:31:41 |                      |
| 22                | Jessica Trengove             | AUS Austrália            | 2:31:44 |                      |
| 23                | Monika Stefanowicz           | POL Polônia              | 2:32:49 |                      |
| 24                | Lanni Marchant               | CAN Canadá               | 2:33:08 |                      |
| 25                | Catherine Bertone            | ITA Itália               | 2:33:29 |                      |
| 26                | Eva Vrabcová-Nývltová        | CZE República Checa      | 2:33:51 |                      |
| 27                | Lilia Fisikowici             | MDA Moldávia             | 2:34:05 | Recorde pessoal      |
| 28                | Alyson Dixon                 | GBR Grã-Bretanha         | 2:34:11 |                      |
| 29                | Maja Neuenschwander          | SUI Suíça                | 2:34:27 |                      |
| 30                | Sonia Samuels                | GBR Grã-Bretanha         | 2:34:36 |                      |
| 31                | Lisa Jane Weightman          | AUS Austrália            | 2:34:41 |                      |
| 32                | Madaí Pérez                  | MEX México               | 2:34:42 |                      |
| 33                | Olha Kotovska                | UKR Ucrânia              | 2:34:57 | Recorde da temporada |
| 34                | Azucena Díaz                 | ESP Espanha              | 2:35:02 |                      |
| 35                | Krista DuChene               | CAN Canadá               | 2:35:29 |                      |
| 36                | Jovana de la Cruz            | PER Peru                 | 2:35:49 |                      |
| 37                | Rasa Drazdauskaitė           | LTU Lituânia             | 2:35:50 |                      |
| 38                | Vaida Žūsinaitė              | LTU Lituânia             | 2:35:53 |                      |
| 39                | Yiu Kit Ching                | HKG Hong Kong            | 2:36:11 | Recorde nacional     |
| 40                | Jessica Draskau-Petersson    | DEN Dinamarca            | 2:36:14 |                      |
| 41                | Beata Naigambo               | NAM Namíbia              | 2:36:32 |                      |
| 42                | Ahn Seul-ki                  | KOR Coreia do Sul        | 2:36:50 |                      |
| 43                | Angie Orjuela                | COL Colômbia             | 2:37:05 |                      |
| 44                | Anja Scherl                  | GER Alemanha             | 2:37:23 |                      |
| 45                | Maryna Damantsevich          | BLR Bielorrússia         | 2:37:34 |                      |
| 46                | Mai Ito                      | JPN Japão                | 2:37:37 |                      |
| 47                | Veerle Dejaeghere            | BEL Bélgica              | 2:37:39 |                      |
| 48                | Margarita Hernández          | MEX México               | 2:38:15 |                      |
| 49                | Kim Kum-ok                   | PRK Coreia do Norte      | 2:38:24 |                      |
| 50                | Kenza Dahmani                | ALG Argélia              | 2:38:37 |                      |
| 51                | Anne-Mari Hyryläinen         | FIN Finlândia            | 2:39:02 |                      |
| 52                | Zsófia Erdélyi               | HUN Hungria              | 2:39:04 |                      |
| 53                | Yue Chao                     | CHN China                | 2:39:09 |                      |
| 54                | Sitora Hamidova              | UZB Uzbequistão          | 2:39:45 | Recorde pessoal      |
| 55                | Anna Holm Baumeister         | DEN Dinamarca            | 2:39:49 |                      |
| 56                | Helalia Johannes             | NAM Namíbia              | 2:39:55 |                      |
| 57                | Lizzie Lee                   | IRL Irlanda              | 2:39:57 |                      |
| 58                | Esma Aydemir                 | TUR Turquia              | 2:39:59 |                      |
| 59                | Iuliia Andreeva              | KGZ Quirguistão          | 2:40:34 |                      |
| 60                | Andrea Deelstra              | NED Países Baixos        | 2:40:49 |                      |
| 61                | Ilona Marhele                | LAT Letônia              | 2:41:02 |                      |
| 62                | Viktoriia Poliudina          | KGZ Quirguistão          | 2:41:37 |                      |
| 63                | Dina Lebo Phalula            | RSA África do Sul        | 2:41:46 |                      |
| 64                | Andrea Mayr                  | AUT Áustria              | 2:41:52 |                      |
| 65                | Krisztina Papp               | HUN Hungria              | 2:42:03 |                      |
| 66                | Svitlana Stanko-Klymenko     | UKR Ucrânia              | 2:42:26 |                      |
| 67                | Mayada Al-Sayad              | PLE Palestina            | 2:42:28 |                      |
| 68                | Nyakisi Adero                | UGA Uganda               | 2:42:39 | Recorde da temporada |
| 69                | Adriana Aparecida da Silva   | BRA Brasil               | 2:43:22 |                      |
| 70                | Lim Kyung-hee                | KOR Coreia do Sul        | 2:43:31 |                      |
| 71                | Beverly Ramos                | PUR Porto Rico           | 2:43:52 |                      |
| 72                | Munkhzaya Bayartsogt         | MGL Mongólia             | 2:43:55 |                      |
| 73                | Erika Abril                  | COL Colômbia             | 2:44:05 |                      |
| 74                | Manuela Soccol               | BEL Bélgica              | 2:44:18 |                      |
| 75                | Alina Armas                  | NAM Namíbia              | 2:44:20 |                      |
| 76                | Breege Connolly              | IRL Irlanda              | 2:44:41 |                      |
| 77                | Marina Hmelevskaya           | UZB Uzbequistão          | 2:45:06 |                      |
| 78                | Marily dos Santos            | BRA Brasil               | 2:45:08 |                      |
| 79                | Hua Shaoqing                 | CHN China                | 2:45:09 |                      |
| 80                | Nebiat Habtemariam           | ERI Eritreia             | 2:45:21 |                      |
| 81                | Anna Hahner                  | GER Alemanha             | 2:45:32 |                      |
| 82                | Lisa Hahner                  | GER Alemanha             | 2:45:33 |                      |
| 83                | Tünde Szabó                  | HUN Hungria              | 2:45:37 |                      |
| 84                | Els Rens                     | BEL Bélgica              | 2:45:52 |                      |
| 85                | Luvsanlkhündegiin Otgonbayar | MGL Mongólia             | 2:45:55 |                      |
| 86                | Visiline Jepkesho            | KEN Quênia               | 2:46:05 |                      |
| 87                | Nataliya Lehonkova           | UKR Ucrânia              | 2:46:08 |                      |
| 88                | Ourania Rebouli              | GRE Grécia               | 2:46:32 |                      |
| 89                | O. P. Jaisha                 | IND Índia                | 2:47:19 |                      |
| 90                | Maor Tiyouri                 | ISR Israel               | 2:47:27 |                      |
| 91                | Jane Vongvorachoti           | THA Tailândia            | 2:47:27 |                      |
| 92                | Rutendo Nyahora              | ZIM Zimbabwe             | 2:47:32 |                      |
| 93                | Yolimar Pineda               | VEN Venezuela            | 2:47:34 |                      |
| 94                | Mariya Korobitskaya          | KGZ Quirguistão          | 2:47:53 |                      |
| 95                | Silvia Paredes               | ECU Equador              | 2:48:01 |                      |
| 96                | Christine Kalmer             | RSA África do Sul        | 2:48:24 |                      |
| 97                | Lily Luik                    | EST Estônia              | 2:48:29 |                      |
| 98                | Tereza Master                | MAW Malawi               | 2:48:34 | Recorde nacional     |
| 99                | María Elena Calle            | ECU Equador              | 2:48:39 |                      |
| 100               | Rosa Chacha                  | ECU Equador              | 2:48:52 |                      |
| 101               | Paula Todoran                | ROU Romênia              | 2:48:54 |                      |
| 102               | Dailín Belmonte              | CUB Cuba                 | 2:48:58 |                      |
| 103               | Sofia Riga                   | GRE Grécia               | 2:49:07 |                      |
| 104               | Matea Matošević              | CRO Croácia              | 2:50:00 |                      |
| 105               | Érika Olivera                | CHI Chile                | 2:50:29 |                      |
| 106               | Ariana Hilborn               | LAT Letônia              | 2:50:51 |                      |
| 107               | Katarína Berešová            | SVK Eslováquia           | 2:50:54 |                      |
| 108               | Militsa Mircheva             | BUL Bulgária             | 2:51:06 |                      |
| 109               | Chirine Njeim                | LIB Líbano               | 2:51:08 |                      |
| 110               | Rosa Godoy                   | ARG Argentina            | 2:52:31 |                      |
| 111               | Sultan Haydar                | TUR Turquia              | 2:53:57 |                      |
| 112               | Meryem Erdoğan               | TUR Turquia              | 2:54:04 |                      |
| 113               | Hsieh Chien-ho               | TPE Taipé Chinês         | 2:54:18 |                      |
| 114               | Leila Luik                   | EST Estônia              | 2:54:38 |                      |
| 115               | Carmen Martínez              | PAR Paraguai             | 2:56:43 |                      |
| 116               | Lucia Kimani                 | BIH Bósnia e Herzegovina | 2:58:22 |                      |
| 117               | Rosemary Quispe              | BOL Bolívia              | 2:58:32 |                      |
| 118               | Panayiota Vlahaki            | GRE Grécia               | 2:59:12 |                      |
| 119               | Marija Vrajić                | CRO Croácia              | 2:59:24 |                      |
| 120               | Kavita Tungar                | IND Índia                | 2:59:29 |                      |
| 121               | Sara Ramadhani               | TAN Tanzânia             | 3:00:03 |                      |
| 122               | Irina Smolnikova             | KAZ Cazaquistão          | 3:00:31 |                      |
| 123               | Natalia Romero               | CHI Chile                | 3:01:29 |                      |
| 124               | Mary Joy Tabal               | PHI Filipinas            | 3:02:27 |                      |
| 125               | Viviana Chávez               | ARG Argentina            | 3:03:23 |                      |
| 126               | Claudette Mukasakindi        | RWA Ruanda               | 3:05:57 |                      |
| 127               | Chen Yu-hsuan                | TPE Taipé Chinês         | 3:09:13 |                      |
| 128               | Graciete Santana             | BRA Brasil               | 3:09:15 |                      |
| 129               | Niluka Geethani Rajasekara   | SRI Sri Lanka            | 3:11:05 |                      |
| 130               | Natthaya Thanaronnawat       | THA Tailândia            | 3:11:31 |                      |
| 131               | Neo Jie Shi                  | SIN Singapura            | 3:15:18 |                      |
| 132               | Sarah Attar                  | KSA Arábia Saudita       | 3:16:11 |                      |
| 133               | Nary Ly                      | CAM Camboja              | 3:20:20 |                      |
| –                 | Katarzyna Kowalska           | POL Polônia              | DNF     |                      |
| –                 | Helah Kiprop                 | KEN Quênia               | DNF     |                      |
| –                 | Lonah Chemtai Salpeter       | ISR Israel               | DNF     |                      |
| –                 | Anna Incerti                 | ITA Itália               | DNF     |                      |
| –                 | Christelle Daunay            | FRA França               | DNF     |                      |
| –                 | Alessandra Aguilar           | ESP Espanha              | DNF     |                      |
| –                 | Souad Aït Salem              | ALG Argélia              | DNF     |                      |
| –                 | Inés Melchor                 | PER Peru                 | DNF     |                      |
| –                 | Kellys Arias                 | COL Colômbia             | DNF     |                      |
| –                 | Olivera Jevtić               | SRB Sérvia               | DNF     |                      |
| –                 | Estela Navascués             | ESP Espanha              | DNF     |                      |
| –                 | Liina Luik                   | EST Estônia              | DNF     |                      |
| –                 | María Peralta                | ARG Argentina            | DNF     |                      |
| –                 | Tigist Tufa                  | ETH Etiópia              | DNF     |                      |
| –                 | Jéssica Augusto              | POR Portugal             | DNF     |                      |
| –                 | Nastassia Ivanova            | BLR Bielorrússia         | DNF     |                      |
| –                 | Shitaye Eshete               | BRN Bahrein              | DNF     |                      |
| –                 | Gulzhanat Zhanatbek          | KAZ Cazaquistão          | DNF     |                      |
| –                 | Daniela Cârlan               | ROU Romênia              | DNF     |                      |
| –                 | Slađana Perunović            | MNE Montenegro           | DNF     |                      |
| –                 | Sara Moreira                 | POR Portugal             | DNF     |                      |
| –                 | Koutar Boulaid               | MAR Marrocos             | DNF     |                      |
| –                 | Daneja Grandovec             | SLO Eslovênia            | DNF     |                      |
| –                 | Irvette van Zyl              | RSA África do Sul        | DNF     |                      |

Legenda
| Recorde mundial      | Recorde mundial (World record)               |                       | Recorde africano                      | Recorde africano (African) |                                           | Q | Classificado por posição (Qualified) |
| Recorde olímpico     | Recorde olímpico (Olympic record)            | Recorde da América    | Recorde da América (Americas)         | q                          | Classificado por melhor tempo (Qualified) |   |                                      |
| Melhor marca do ano  | Melhor marca do ano (World leading)          | Recorde asiático      | Recorde asiático (Asian)              | DNS                        | Não largou (Did not start)                |   |                                      |
| Recorde nacional     | Recorde nacional (National record)           | Recorde europeu       | Recorde europeu (European)            | DNF                        | Não terminou (Did not finish)             |   |                                      |
| Recorde pessoal      | Recorde pessoal do atleta (Personal best)    | Recorde da Oceania    | Recorde da Oceania (Oceania)          | DSQ / DQ                   | Desclassificado (Disqualified)            |   |                                      |
| Recorde da temporada | Recorde da temporada do atleta (Season best) | Recorde sul-americano | Recorde sul-americano (South America) | NM                         | Sem marca (No mark)                       |   |                                      |